# Mónos Tamás
Mónos Tamás (Simontornya, 1968. január 3. –) válogatott labdarúgó, hátvéd, edző.

## Pályafutása

### A válogatottban
1990 és 1995 között 21 alkalommal szerepelt a válogatottban. Négyszeres ifjúsági válogatott (1986), négyszeres utánpótlás válogatott (1989).

### Edzői karrier
A Budapesti Labdarúgó Szövetség (BLSZ) 1. osztályában szereplő XII. Kerületi Önkormányzat Hegyvidék SE utánpótláscsapatainál működik edzőként.
2021 nyarán az NB2-es Csákvár vezetőedzője lett.

## Sikerei, díjai
- Magyar bajnokság
  - 3.: 1997–98, 1999–00, 2000–01, 2001–02

## Statisztika

### Mérkőzései a válogatottban
| Magyarország | Magyarország         | Magyarország                      | Magyarország  | Magyarország | Magyarország            | Magyarország | Magyarország | Magyarország |
| #            | Dátum                | Helyszín                          | Hazai         | Eredmény     | Vendég                  | Kiírás       | Gólok        | Esemény      |
| ------------ | -------------------- | --------------------------------- | ------------- | ------------ | ----------------------- | ------------ | ------------ | ------------ |
| 1.           | 1990. március 20.    | Budapest, Üllői úti Stadion       | Magyarország  | 2 – 0        | Egyesült Államok        | barátságos   | -            |              |
| 2.           | 1990. március 28.    | Budapest, Népstadion              | Magyarország  | 1 – 3        | Franciaország           | barátságos   | -            |              |
| 3.           | 1990. április 11.    | Salzburg, Lehen Stadion           | Ausztria      | 3 – 0        | Magyarország            | barátságos   | -            |              |
| 4.           | 1990. május 28.      | Nîmes, Costiéres Stadion (FRA)    | Magyarország  | 3 – 0        | Egyesült Arab Emírségek | barátságos   | -            |              |
| 5.           | 1990. június 2.      | Budapest, Fáy utcai Stadion       | Magyarország  | 3 – 1        | Kolumbia                | barátságos   | -            | 46'          |
| 6.           | 1990. szeptember 5.  | Budapest, Megyeri úti Stadion     | Magyarország  | 4 – 1        | Törökország             | barátságos   | -            |              |
| 7.           | 1990. szeptember 12. | London, Wembley Stadion           | Anglia        | 1 – 0        | Magyarország            | barátságos   | -            | 69'          |
| 8.           | 1990. október 10.    | Bergen, Brann Stadion             | Norvégia      | 0 – 0        | Magyarország            | Eb-selejtező | -            |              |
| 9.           | 1990. október 17.    | Budapest, Népstadion              | Magyarország  | 1 – 1        | Olaszország             | Eb-selejtező | -            |              |
| 10.          | 1990. október 31.    | Budapest, Hungária körúti Stadion | Magyarország  | 4 – 2        | Ciprus                  | Eb-selejtező | -            |              |
| 11.          | 1991. március 27.    | Santander, Sardinero Stadion      | Spanyolország | 2 – 4        | Magyarország            | barátságos   | -            |              |
| 12.          | 1991. április 3.     | Limassol                          | Ciprus        | 0 – 2        | Magyarország            | Eb-selejtező | -            |              |
| 13.          | 1991. április 17.    | Budapest, Népstadion              | Magyarország  | 0 – 1        | Szovjetunió             | Eb-selejtező | -            |              |
| 14.          | 1991. május 1.       | Salerno, Arechi Stadion           | Olaszország   | 3 – 1        | Magyarország            | Eb-selejtező | -            |              |
| 15.          | 1991. szeptember 11. | Győr, Rába ETO Stadion            | Magyarország  | 1 – 2        | Írország                | barátságos   | -            | 74'          |
| 16.          | 1991. szeptember 25. | Moszkva, Luzsnyiki Stadion        | Szovjetunió   | 2 – 2        | Magyarország            | Eb-selejtező | -            | 41'          |
| 17.          | 1991. október 9.     | Székesfehérvár, Sóstói Stadion    | Magyarország  | 0 – 2        | Belgium                 | barátságos   | -            |              |
| 18.          | 1992. április 29.    | Ungvár                            | Ukrajna       | 1 – 3        | Magyarország            | barátságos   | -            |              |
| 19.          | 1995. augusztus 16.  | Siófok                            | Magyarország  | 0 – 2        | Izrael                  | barátságos   | -            |              |
| 20.          | 1995. október 11.    | Zürich                            | Svájc         | 3 – 0        | Magyarország            | Eb-selejtező | -            | 64'          |
| 21.          | 1995. november 11.   | Budapest, Fáy utcai Stadion       | Magyarország  | 1 – 0        | Izland                  | Eb-selejtező | -            |              |
|              | Összesen             |                                   |               | 21           | mérkőzés                |              | 0            | gól          |